# تاكويا أكياما
تاكويا أكياما (26 أغسطس 1994 بآيتشي في اليابان - ) هو لاعب كرة قدم ياباني في مركز الهجوم.

## وصلات خارجية
- تاكويا أكياما على موقع رابطة كرة القدم اليابانية للمحترفين (اليابانية)
- تاكويا أكياما على موقع قاعدة بيانات كرة القدم.إي يو (الإنجليزية)
- تاكويا أكياما على موقع Soccerway.com (الإنجليزية)
- تاكويا أكياما على موقع عالم كرة القدم.نت (الإنجليزية)